# مانابو سايتو
مانابو سايتو (باليابانية: 齋藤学)؛ مواليد 4 أبريل 1990 في كاناغاوا (محافظة) ، اليابان، هو لاعب كرة قدم ياباني يلعب لنادي يوكوهاما مارينوس ومنتخب اليابان لكرة القدم كمهاجم. بدأ مانابو سايتو مسيرته الرياضية عام 2008 مع يوكوهاما مارينوس.

## روابط خارجية
- مانابو سايتو على موقع الاتحاد الدولي (مؤرشف)  (الإنجليزية)
- مانابو سايتو على موقع رابطة كرة القدم اليابانية للمحترفين (اليابانية)
- مانابو سايتو على موقع قاعدة بيانات كرة القدم.إي يو (الإنجليزية)
- مانابو سايتو على موقع ناشيونال فوتبول تيمز (الإنجليزية)
- مانابو سايتو على موقع Soccerbase.com (لاعب) (الإنجليزية)
- مانابو سايتو على موقع Soccerway.com (الإنجليزية)
- مانابو سايتو على موقع عالم كرة القدم.نت (الإنجليزية)
- مانابو سايتو على موقع كووورة
- مانابو سايتو على موقع أوليمبيديا (الإنجليزية)
- مانابو سايتو على موقع AS.com (الإسبانية)